# Barciel pszczołowiec
Barciel pszczołowiec (Trichodes apiarius) – gatunek chrząszcza z rodziny przekraskowatych. Występuje w zachodniej części Palearktyki.

## Morfologia
Chrząszcz o wydłużonym ciele długości od 8 do 16 mm, porośniętym kasztanowym owłosieniem. Ubarwienie głowy, przedplecza, ud i goleni jest ciemne z metalicznym połyskiem barwy zielonej lub błękitnej. Pokrywy są natomiast jaskrawo czerwone, zwykle z parą plamek przynasadowych, dwiema poprzecznymi przepaskami i plamą wierzchołkową ubarwionymi fioletowo lub ciemnoniebiesko, jednak układ przepasek wykazuje pewną zmienność. Ciemne zakończenie pokryw różni go od barciela kosmatka, a zwykle niezaczerniony ich szew od Trichodes favarius. Przede wszystkim jednak odróżnia go od tych dwóch gatunków punktowanie wierzchu ciała. Punkty na przedpleczu barciela pszczołowca są mniejsze, płytsze i oddalone na odległości większe od ich średnic, a punktowanie pokryw płytkie. Czułki zwieńczone są spłaszczonymi, ciemnymi, trójczłonowymi buławkami. Odnóża przedniej i środkowej pary mają żółte stopy, tylnej pary zaś brunatne. Spód odwłoka cechuje się czerwonymi plamkami na bokach sternitów.

## Biologia i ekologia

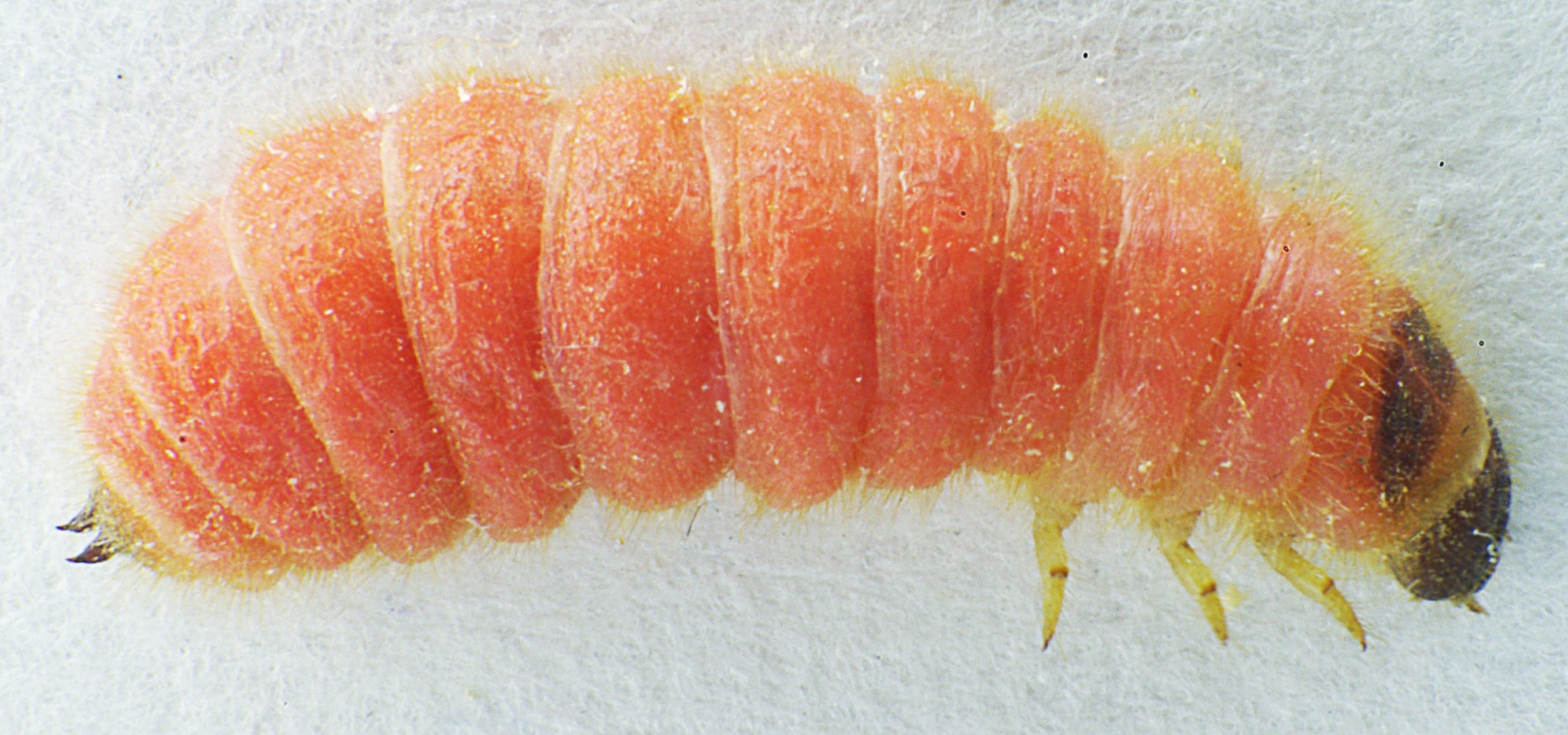
Larwa

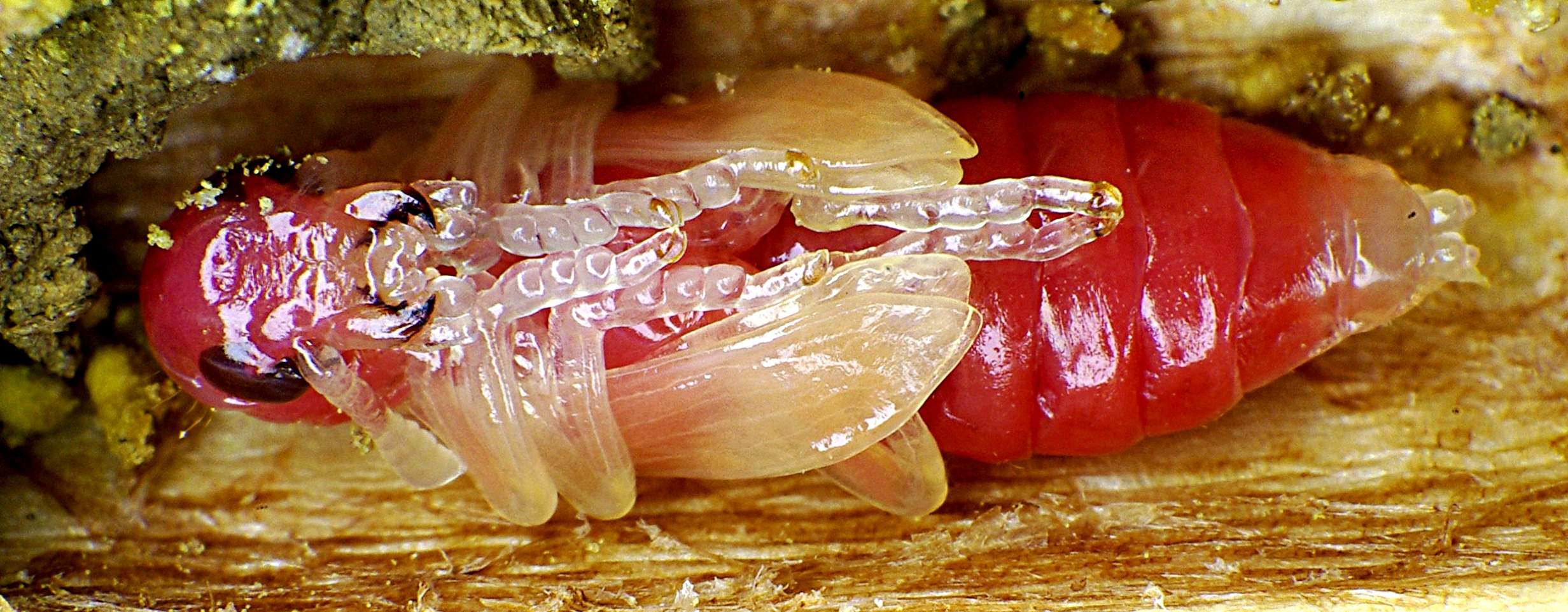
Poczwarka

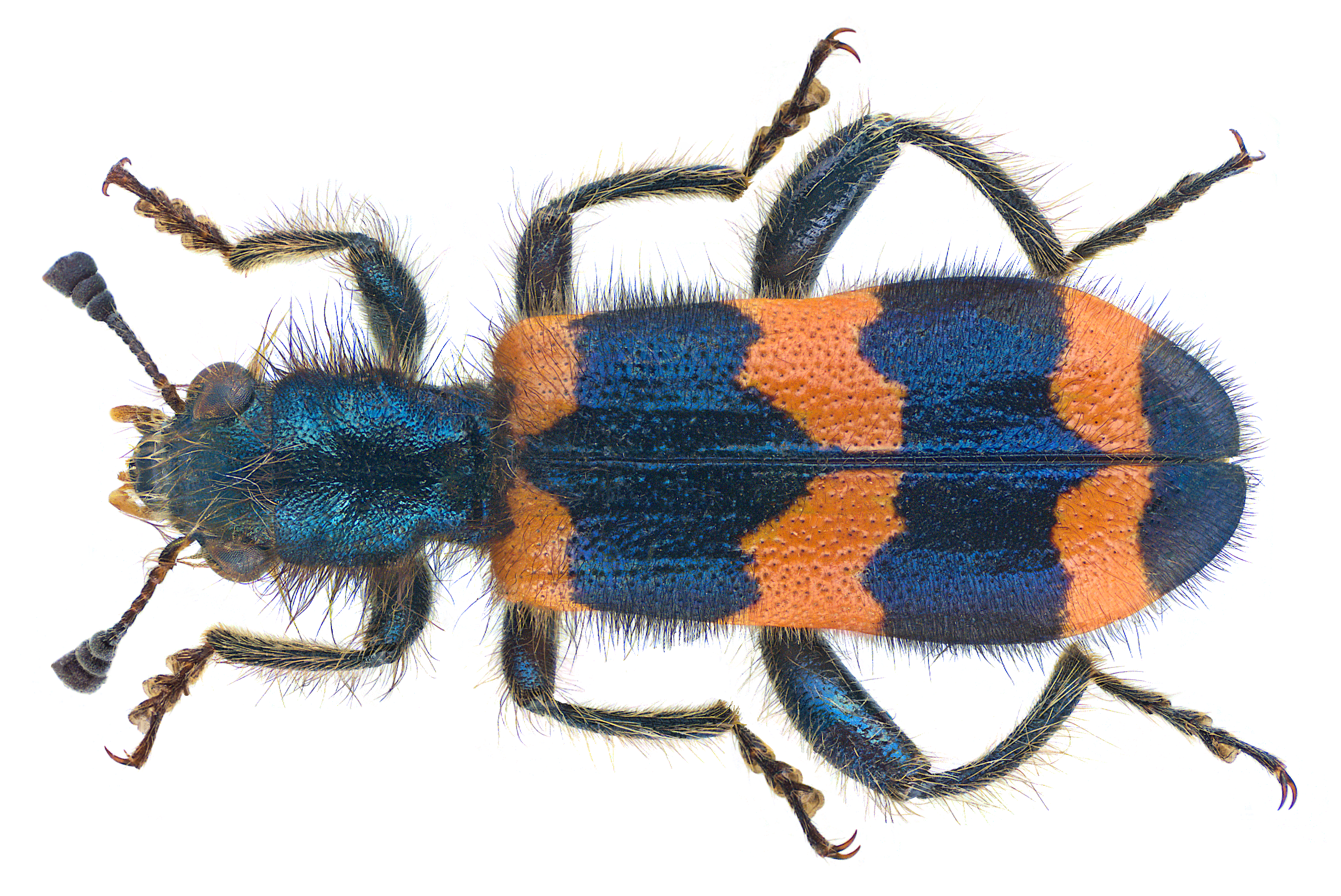
Imago

Aktywny w ciągu dnia barciel zazwyczaj przebywa na kwiatostanach roślin z rodziny baldaszkowatych, gdzie żwawo się uwija, polując na drobne owady, ale także żywi się pyłkiem. W razie zagrożenia potrafi błyskawicznie odlecieć.
Zapłodnione samice składają jaja do gniazd samotnie żyjących dzikich pszczół, niekiedy jednak również do uli pszczoły miodnej. Larwy wiodą w pszczelich gniazdach drapieżny tryb życia. W ciągu trwającego przynajmniej rok rozwoju zjadają od 4 do 10 larw i poczwarek, a prawdopodobnie także i dorosłych pszczół.

## Rozprzestrzenienie
Gatunek zachodniopalearktyczny. W Europie rozprzestrzeniony jest od południowych wybrzeży Morza Północnego i Bałtyckiego po wybrzeża Morza Śródziemnego. Ponadto znany jest z Afryki Północnej, Turcji, Kaukazu i Kazachstanu.
W Polsce spotykany głównie w południowej części kraju. Przebywa na roślinach z rodziny baldaszkowatych. Częsty w zaniedbanych pasiekach.

## Znaczenie gospodarcze
Dawniej przy masowych pojawach notowany był jako istotny szkodnik w pszczelarstwie. Współcześnie jest to gatunek ustępujący i traktowanie go jako szkodnika nie ma sensu.